# Cohors VII Thracum
Die Cohors VII Thracum [equitata] (deutsch 7. Kohorte der Thraker [teilberitten]) war eine römische Auxiliareinheit. Sie ist durch Militärdiplome und Bleisiegel belegt.

## Namensbestandteile
- Cohors: Die Kohorte war eine Infanterieeinheit der Auxiliartruppen in der römischen Armee.

- VII: Die römische Zahl steht für die Ordnungszahl die siebente (lateinisch septima). Daher wird der Name dieser Militäreinheit als Cohors septima .. ausgesprochen.

- Thracum: der Thraker. Die Soldaten der Kohorte wurden bei Aufstellung der Einheit aus dem Volk der Thraker auf dem Gebiet der römischen Provinz Thrakien rekrutiert.

- equitata: teilberitten. Die Einheit war ein gemischter Verband aus Infanterie und Kavallerie.

Da es keine Hinweise auf den Namenszusatz milliaria (1000 Mann) gibt, war die Einheit eine Cohors quingenaria equitata. Die Sollstärke der Kohorte lag bei 600 Mann (480 Mann Infanterie und 120 Reiter), bestehend aus 6 Centurien Infanterie mit jeweils 80 Mann sowie 4 Turmae Kavallerie mit jeweils 30 Reitern.

## Geschichte
Die Kohorte war in der Provinz Britannia stationiert. Sie ist auf Militärdiplomen für die Jahre 122 bis 178 n. Chr. aufgeführt.
Der erste Nachweis in Britannien beruht auf einem Diplom, das auf 122 datiert ist. In dem Diplom wird die Kohorte als Teil der Truppen (siehe Römische Streitkräfte in Britannia) aufgeführt, die in der Provinz stationiert waren. Weitere Diplome, die auf 127 bis 178 datiert sind, belegen die Einheit in derselben Provinz.

## Standorte
Standorte der Kohorte in Britannien waren möglicherweise:
- Verterae (Brough under Stainmore): zahlreiche Bleisiegel[5] mit den Stempeln der Einheit wurden hier gefunden. Die Bleisiegel sind vermutlich in das 3. Jhd. zu datieren.[4]

## Kommandeure
Folgende Angehörige der Kohorte sind bekannt.
- Thiodus, ein Reiter: ein Diplom von 178 (RMD 3, 184) wurde für ihn ausgestellt.
- Ulpius Marcianus: er wird auf einem Diplom von 178 als Kommandeur genannt.